# 藤原陳政
藤原 陳政（ふじわら の のぶまさ）は、平安時代中期の貴族。藤原北家山蔭流、参議・藤原安親の子。官位は正四位下・播磨介。

## 経歴
一条朝初頭の永延2年（988年）五位・伊賀守の官位にあった。永祚元年（989年）頃に春宮権大進に任ぜられると、のち春宮亮に昇格するなど、春宮・居貞親王に仕えるとともに、正暦3年（992年）備中守、長徳2年（996年）頃に内蔵頭を兼帯している。
のち、播磨介を務め、寛弘2年（1005年）に重任されている。またこの間の長保6年（1004年）正月の叙位において、陳政は内裏造宮の功により昇叙されることになっていたが、弟の季随にこれを譲った。
寛弘4年（1007年）正月に病気により播磨介を辞退する申文を提出するが、これ以降諸記録に表れないことからまもなく没したか。

## 官歴
- 永延2年（988年） 3月21日：見五位伊賀守[3]
- 永祚元年（989年） 5月8日：見春宮権大進（春宮・居貞親王）[3]
- 正暦3年（992年） 正月20日：兼備中守、春宮亮如元[3]
- 長徳2年（996年） 10月1日：見内蔵頭[3]
- 長保2年（1000年） 正月22日：見冷泉院別当。12月2日：見春宮権亮[4]
- 長保3年（1001年） 2月29日：見内蔵頭
- 長保6年（1004年）正月3日：見播磨介[5]
- 寛弘2年（1005年） 12月21日：重任播磨介[6]
- 時期不詳：正四位下[7]

## 系譜
『尊卑分脈』による。
- 父：藤原安親
- 母：不詳
- 生母不詳の子女
  - 男子：藤原惟佐
  - 女子：藤原実成室
- 養子女
  - 男子：藤原親業 - 実は藤原季随の子